# Ayron
Ayron település Franciaországban, Vienne megyében. Lakosainak száma 1087 fő (2022. január 1.). Ayron Vasles, Chalandray, Cherves, Chiré-en-Montreuil, Latillé és Maillé községekkel határos.

## Népesség
A település népességének változása:
| Lakosok száma | 1165 | 1183 | 1197 | 1138 | 1121 | 1104 | 1096 | 1088 | 1087 |
|               | 2013 | 2015 | 2016 | 2017 | 2018 | 2019 | 2020 | 2021 | 2022 |